# Список главных тренеров, выигравших Рекопу Южной Америки

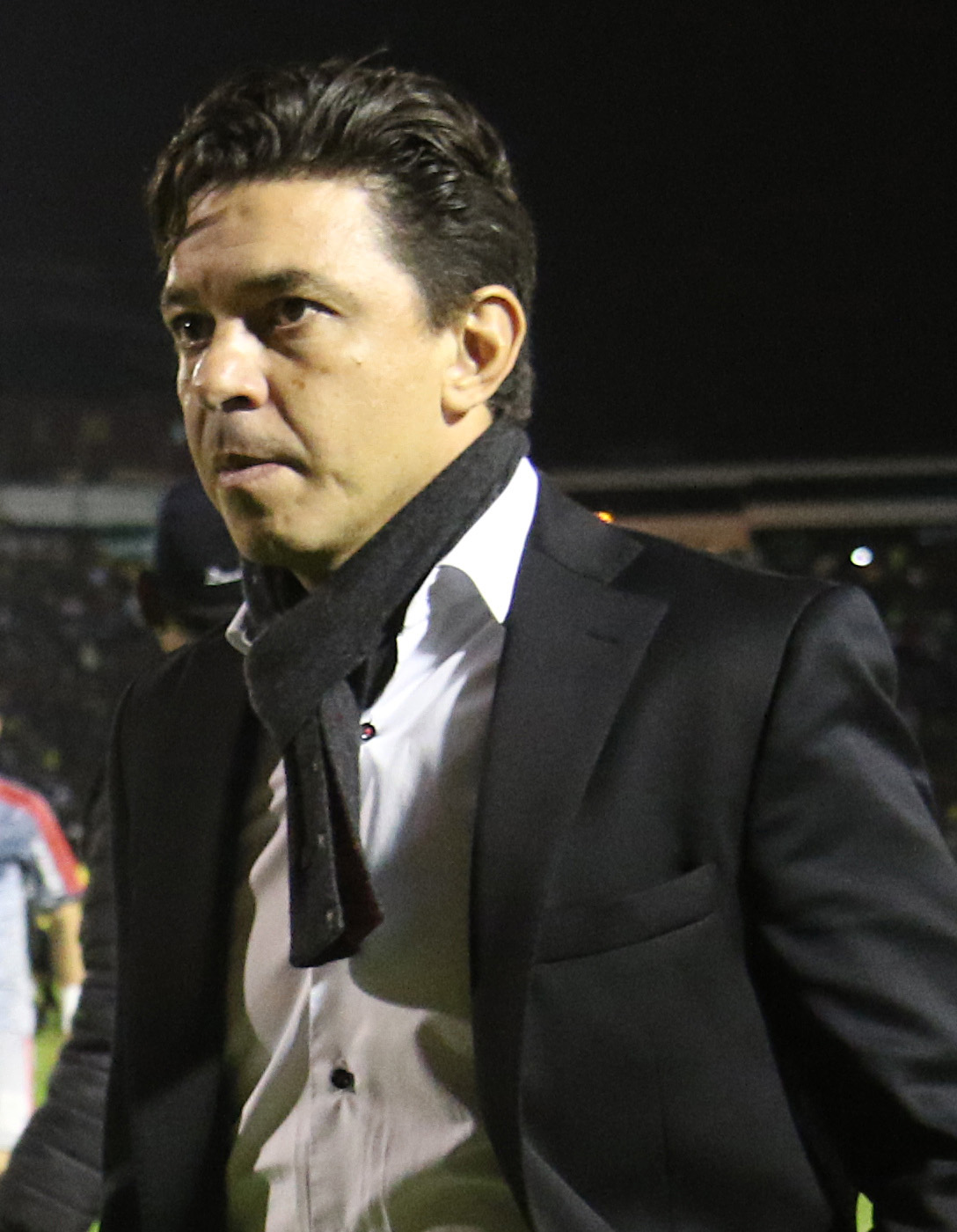
Рекордсмен турнира Марсело Гальярдо трижды выигрывал Рекопу с «Ривер Плейтом».

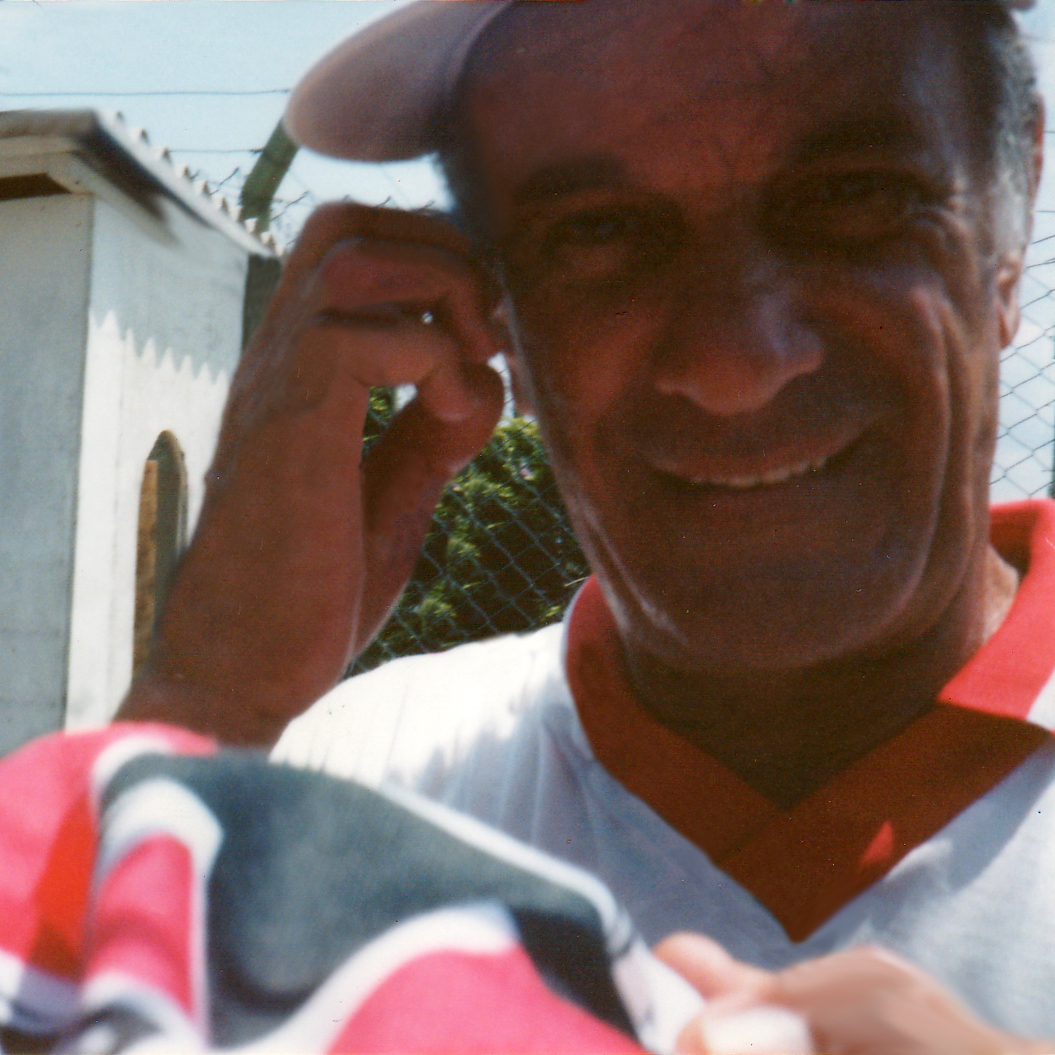
Теле Сантана побеждал с «Сан-Паулу» в 1993 и 1994 годах.

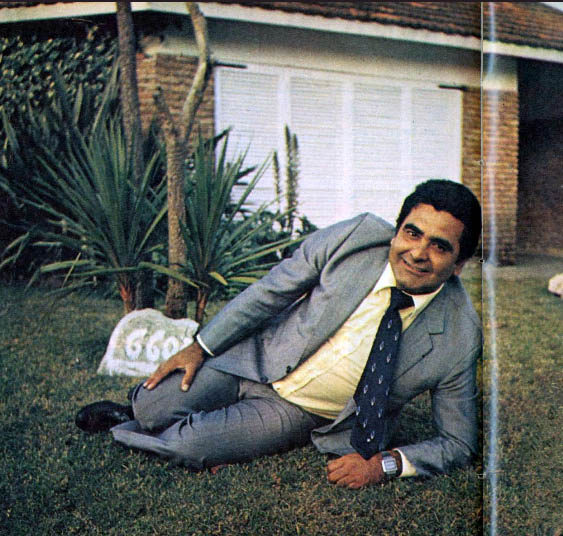
Уругвайский специалист Луис Кубилья обе своих Рекопы завоевал с парагвайской «Олимпией».

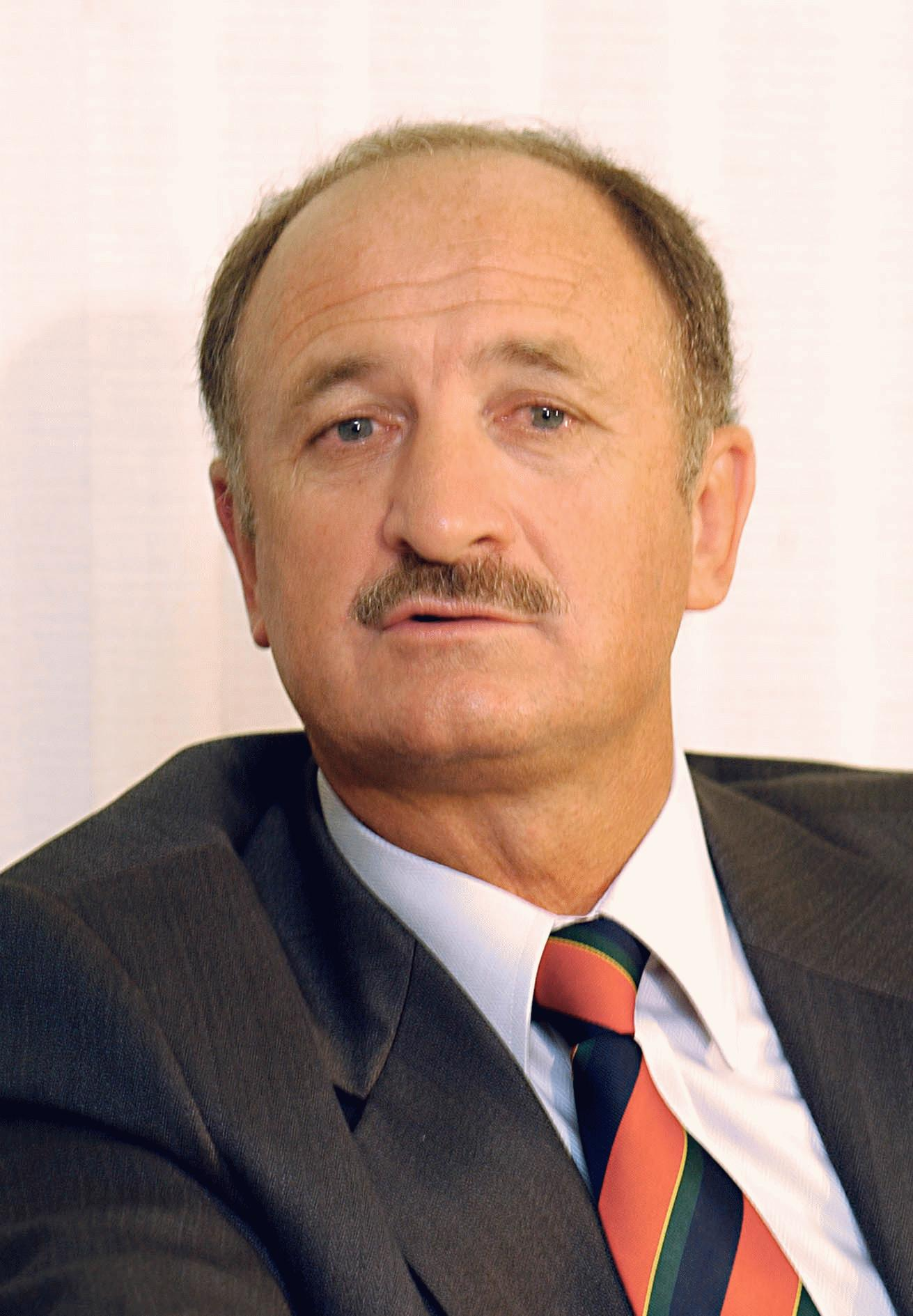
Луис Фелипе Сколари выигрывал Рекопу с «Гремио» в 1996 году.

Ниже представлен список главных тренеров, выигравших Рекопу Южной Америки. Рекопа Южной Америки — это ежегодный футбольный турнир, проводимый под эгидой КОНМЕБОЛ между победителями двух главных южноамериканских клубных турниров — Кубка Либертадорес и Суперкубка Либертадорес в 1989—1998 годах, и Кубка Либертадорес и Южноамериканского кубка — с 2003 года. По традиции матчи Рекопы проводятся в следующем календарном году после завершения двух основных турниров. Первый розыгрыш состоялся в 1989 году между уругвайским «Насьоналем» и аргентинским «Расингом» — обладателями Кубка Либертадорес 1988 и Суперкубка Либертадорес 1988 соответственно. «Насьональ» под руководством Эктора Нуньеса выиграл со счётом 4:1.
В 1990 году парагвайская «Олимпия» выиграла оба главных клубных турнира Южной Америки, и Рекопа 1991 года досталась команде без игр. Аналогичная ситуация произошла в 1993 году с «Сан-Паулу», но в 1994 году игра на нейтральном поле в Кобе всё же состоялась — соперником «Сан-Паулу» стал обладатель Кубка КОНМЕБОЛ «Ботафого».
Самыми успешными являются тренеры из Аргентины и Бразилии, выигравшие турнир по 11 раз. Четыре раза в турнире побеждали тренеры из Уругвая. Четырежды Рекопу выигрывали тренеры из других стран — Колумбии, Перу, Хорватии и Португалии. При этом хорват Мирко Йозич и португалец Жоржи Жезуш являются единственными двумя представителями Европы, которые добивались победы в Рекопе (с разницей в 28 лет). Эквадорский ЛДУ Кито дважды подряд завоёвывал трофей — в 2009 и 2010 годах, оба раза команду возглавляли тренеры-иностранцы — сначала уругваец Хорхе Фоссати, а затем аргентинец Эдгардо Бауса.
Рекордсменом по числу побед в турнире является Марсело Гальярдо, выигравший с «Ривер Плейтом» Рекопу три раза. Альфио Басиле, Луис Кубилья, Теле Сантана и Левир Кулпи выигрывали турнир дважды, причём Басиле и Сантана делали это два года подряд.

## Список победителей по годам
| Год       | Гражданство                                                                                               | Тренер-победитель                                                                                         | Клуб | Прим.                 |
| --------- | --- | --- | --- | --------------------- |
| 1989      | Уругвай                                                                                                   | Эктор Нуньес                                                                                              | Насьональ                                                                                                 | [ 3 ]                 |
| 1990      | Аргентина                                                                                                 | Карлос Аймар                                                                                              | Бока Хуниорс                                                                                              | [ 4 ]                 |
| 1991      | Уругвай                                                                                                   | Луис Кубилья                                                                                              | Олимпия                                                                                                   | [ K 1 ]               |
| 1992      | Хорватия                                                                                                  | Мирко Йозич                                                                                               | Коло-Коло                                                                                                 | [ 5 ]                 |
| 1993      | Бразилия                                                                                                  | Теле Сантана                                                                                              | Сан-Паулу                                                                                                 | [ 4 ]                 |
| 1994      | Бразилия                                                                                                  | Теле Сантана                                                                                              | Сан-Паулу                                                                                                 | [ 1 ] [ 6 ]           |
| 1995      | Аргентина                                                                                                 | Мигель Анхель Бриндиси                                                                                    | Индепендьенте                                                                                             | [ 7 ] [ 8 ]           |
| 1996      | Бразилия                                                                                                  | Луис Фелипе Сколари                                                                                       | Гремио | [ 9 ]                 |
| 1997      | Аргентина                                                                                                 | Освальдо Пиацца                                                                                           | Велес Сарсфилд                                                                                            | [ 10 ]                |
| 1998      | Бразилия                                                                                                  | Левир Кулпи                                                                                               | Крузейро                                                                                                  | [ K 2 ] [ 11 ] [ 12 ] |
| 1999—2002 | В 1998—2001 годах проводились Кубок Меркосур и Кубок Мерконорте, и в этот период Рекопа не разыгрывалась. | В 1998—2001 годах проводились Кубок Меркосур и Кубок Мерконорте, и в этот период Рекопа не разыгрывалась. | В 1998—2001 годах проводились Кубок Меркосур и Кубок Мерконорте, и в этот период Рекопа не разыгрывалась. |                       |
| 2003      | Уругвай                                                                                                   | Луис Кубилья                                                                                              | Олимпия                                                                                                   | [ 13 ]                |
| 2004      | Перу | Фредди Тернеро                                                                                            | Сьенсиано                                                                                                 | [ 14 ]                |
| 2005      | Аргентина                                                                                                 | Альфио Басиле                                                                                             | Бока Хуниорс                                                                                              | [ 15 ]                |
| 2006      | Аргентина                                                                                                 | Альфио Басиле                                                                                             | Бока Хуниорс                                                                                              | [ 16 ]                |
| 2007      | Бразилия                                                                                                  | Алешандре Гало                                                                                            | Интернасьонал                                                                                             | [ 17 ]                |
| 2008      | Аргентина                                                                                                 | Карлос Иския                                                                                              | Бока Хуниорс                                                                                              | [ 18 ]                |
| 2009      | Уругвай                                                                                                   | Хорхе Фоссати                                                                                             | ЛДУ Кито                                                                                                  | [ 19 ]                |
| 2010      | Аргентина                                                                                                 | Эдгардо Бауса                                                                                             | ЛДУ Кито                                                                                                  | [ 20 ]                |
| 2011      | Бразилия                                                                                                  | Осмар Лосс Доривал Жуниор                                                                                 | Интернасьонал                                                                                             | [ K 3 ] [ 21 ]        |
| 2012      | Бразилия                                                                                                  | Муриси Рамальо                                                                                            | Сантос | [ 22 ]                |
| 2013      | Бразилия                                                                                                  | Тите | Коринтианс                                                                                                | [ 23 ]                |
| 2014      | Бразилия                                                                                                  | Левир Кулпи                                                                                               | Атлетико Минейро                                                                                          | [ 24 ]                |
| 2015      | Аргентина                                                                                                 | Марсело Гальярдо                                                                                          | Ривер Плейт                                                                                               | [ 25 ]                |
| 2016      | Аргентина                                                                                                 | Марсело Гальярдо                                                                                          | Ривер Плейт                                                                                               | [ 26 ]                |
| 2017      | Колумбия                                                                                                  | Рейнальдо Руэда                                                                                           | Атлетико Насьональ                                                                                        | [ 27 ]                |
| 2018      | Бразилия                                                                                                  | Ренато Гаушу                                                                                              | Гремио | [ 28 ]                |
| 2019      | Аргентина                                                                                                 | Марсело Гальярдо                                                                                          | Ривер Плейт                                                                                               | [ 2 ] [ 29 ]          |
| 2020      | Португалия                                                                                                | Жоржи Жезуш                                                                                               | Фламенго                                                                                                  | [ 30 ]                |
| 2021      | Аргентина                                                                                                 | Себастьян Беккасесе                                                                                       | Дефенса и Хустисия                                                                                        | [ 31 ]                |

## Главные тренеры по странам
В этой таблице указано количество побед по гражданской принадлежности главных тренеров.
| Страна     | Число побед |
| ---------- | ----------- |
| Аргентина  | 11          |
| Бразилия   | 11          |
| Уругвай    | 4           |
| Колумбия   | 1           |
| Перу       | 1           |
| Хорватия   | 1           |
| Португалия | 1           |